# Skakavci (Kosjerić)
Skakavci (Servisch cyrillisch Скакавци) is een plaats in de Servische gemeente Kosjerić. De plaats telt 274 inwoners (2002).